# Sarah Coope
Sarah Coope (...) è un'ex triatleta britannica.

## Carriera
Ha vinto un campionato europeo su distanza olimpica, tre su distanza media e due campionati europei su distanza lunga.
Ha conseguito, inoltre, un 3º posto assoluto all'Ironman Hawaii nel 1991.

## Titoli
- Campionessa europea di triathlon - 1987
- Campionessa europea di triathlon Middle Distance - 1986, 1987, 1988
- Campionessa europea di triathlon long distance - 1987, 1989